# Емельянов, Анатолий Владимирович
Анато́лий Влади́мирович Емелья́нов (род. 15 февраля 1963) — советский и российский футболист, защитник.
Воспитанник ДЮСШ «Юность», Благовещенск. Всю карьеру провёл в клубах Благовещенска. На любительском уровне играл за команды «Юность» (1983—1984), «Энтузиаст» (1996), «Кристалл» (2001), «Спартак» (2003), «Благовещенск» (2004).
В первенствах СССР и России играл во второй (1985—1991, 1993—1994, 1997—2001) и первой (1992) лигах за «Амур»/«Амур-Энергию», провёл 326 матчей, забил 6 голов.